# Peredovoi
Peredovoi - Передовой (rus) és un possiólok del krai de Krasnodar, a Rússia. Es troba prop de la riba dreta del riu Kuban. És a 19 km al sud-est de Novokubansk i a 180 km a l'est de Krasnodar.
Pertany al possiólok de Prikubanski.